# Уманес
Уманес (ісп. Humanes) — муніципалітет в Іспанії, у складі автономної спільноти Кастилія-Ла-Манча, у провінції Гвадалахара. Населення — 1513 осіб (2010).
Муніципалітет розташований на відстані близько 65 км на північний схід від Мадрида, 21 км на північ від Гвадалахари.
На території муніципалітету розташовані такі населені пункти: (дані про населення за 2010 рік)
- Сересо-де-Моернандо: 57 осіб
- Уманес: 1415 осіб
- Расбона: 41 особа

## Демографія
Динаміка населення (INE ):

## Галерея зображень

Розташування муніципалітету у провінції Гвадалахара